# Phường 14, Quận 3
Phường 14 là một phường cũ thuộc Quận 3, Thành phố Hồ Chí Minh, Việt Nam.
Phường 14 có diện tích 0,31 km², dân số năm 2021 là 16.601 người,  mật độ dân số đạt 53.551 người/km².